# Jules François René Ladreit de La Charrière
Pour les autres membres de la famille, voir Famille Ladreit de Lacharrière.
Jules François René Ladreit de La Charrière (4 août 1833 à Privas – 4 août 1903 à Paris) est un médecin oto-rhino-laryngologiste français. Il est le petit-fils de René Ladreit de La Charrière.

## Éléments biographiques
Médecin chef de l’Institution nationale des sourds-muets de Paris et de sa clinique otologique, il ouvrit, dès 1867, des consultations gratuites pour les maladies de l’oreille à la Clinique Otologique annexée à l’établissement. Il est un des trois cofondateurs, en 1875, des Annales des maladies de l’oreille et du larynx. Il rédigea pour le Dictionnaire Encyclopédique des Sciences Médicales plusieurs articles de référence.  
Il sera rapporteur et éditeur des travaux de la section des entendants du Congrès international pour l'étude des questions d'assistance et d'éducation des sourds-muets, tenu les 6, 7 et 8 août, organisé dans le cadre de l’Exposition universelle de 1900. 
Issu d’une famille protestante, il prônait un oralisme pédagogique, de progrès, s’inspirant de la pensée saint-simonienne, médical et volontiers expérimentaliste. Il considérait aussi que les établissements pour sourds avaient une fonction éducative et non de charité, persuadé de la perfectibilité de l’intelligence.
Guy de Maupassant (1) consulta, à plusieurs reprises, le docteur de Lacharrière, pour une fréquence cardiaque accélérée. Virginie d'Harnois de Blangues, sœur de Laure de Maupassant, mère de Guy, rencontrera le docteur qui lui dit « ne pas être inquiet, Guy est admirablement constitué et du reste, s'il avait quelque chose de sérieux au cœur, il lui serait tout à fait impossible de marcher comme il le fait, tant s'en faut ». Maupassant, sur les conseils de Lacharrière, consultera le docteur Potain qui est catégorique : le cœur n'a rien, il diagnostique, par contre un « commencement d'empoisonnement à la nicotine »

## Distinctions
- Officier de la Légion d'honneur (20 octobre 1878)[3]
- Officier d'académie
- Chevalier de l'ordre de Léopold
- Chevalier de l'ordre du Christ

## Publications
- Du retard dans le développement du langage et du mutisme chez l'enfant qui entend, Annales des maladies de l'oreille et du larynx, tome 2, 23 - 37, 1876.
- Article Oreille in Dictionnaire Encyclopédique des Sciences Médicales, tome 17, 2e série, 1-309, 1882.
- Article Surdi-mutité in Dictionnaire Encyclopédique des Sciences Médicales, tome 13, 3e série, 516-540,  1884.
- Article Surdité in Dictionnaire Encyclopédique des Sciences Médicales, tome 13, 3e série, 540-565. 1884.
- Compte rendu des travaux de la section des entendants, Exposition universelle de 1900. Congrès international pour l'étude des questions d'éducation et d'assistance des sourds-muets tenu les 6, 7 et 8 août 1900 au palais des congrès de l'exposition, Paris, Imprimerie d'ouvriers sourds-muets, 1900.
- Préface de Goguillot, L., 1889, Comment on fait parler les sourds-muet, Paris – Masson.

## Sources
- Legent, F., La naissance de l'Oto-rhino-laryngologie en France, article en ligne sur le site de la BIUM - Paris V :
- Presneau, J. R., 1998, Signes et institution des sourds, XVIIIe – XIXe siècle, Seyssel, Champ Vallon.
- Héral, O., 2008, Ludovic Goguillot (1859 – 1890) Auteur d’un manuel de référence en orthophonie publié en 1889 : Comment on fait parler les sourds-muets, L’Orthophoniste, 270, 30 - 31.
- Frédéric Martinez (1), Maupassant, Gallimard, coll. Folio/Biographie (2012)